# Lincoln Township (comté d'Emmet, Iowa)
Pour les articles homonymes, voir Lincoln Township.
Lincoln Township est un township, du comté d'Emmet en Iowa, aux États-Unis,,.
Le township est créé en 1887. Il est nommé en l'honneur d'Abraham Lincoln, 16e président des États-Unis.

## Source de la traduction
- (en) Cet article est partiellement ou en totalité issu de l’article de Wikipédia en anglais intitulé « Lincoln Township, Emmet County, Iowa » (voir la liste des auteurs).